# Mabel Karr
Mabel Campolongo Jaime, conocida como Mabel Karr (Buenos Aires, Argentina, 3 de octubre de 1934 - Madrid, España, 1 de mayo de 2001) fue una actriz argentina afincada en España.

## Biografía
Tras ejercer como modelo y actriz de fotonovelas en su país natal, comienza a trabajar como actriz en la televisión argentina y en el cine en el que actúa en Todo el año es Navidad y Dos tipos con suerte, ambas de 1960. En 1958 se traslada a España para intervenir en la película Las chicas de la Cruz Roja, de Rafael J. Salvia, que lanza a la popularidad a sus cuatro protagonistas femeninas: Conchita Velasco, Luz Márquez, Katia Loritz y la propia Mabel.
Ante el enorme éxito del filme, Mabel Karr decide instalarse en España y ese mismo año rueda a las órdenes de José María Forqué Un hecho violento, a la que seguiría otro título de gran repercusión en las taquillas de la época: la comedia romántica El día de los enamorados, de nuevo junto a Concha Velasco, con el mismo reparto que Las chicas de la Cruz Roja, excepto Luz Márquez, que es reemplazada por María Mahor.
En 1960 contrae matrimonio en la Ciudad de México con el actor español Fernando Rey, y durante los años sesenta labra una trayectoria constante en el cine español, abordando los más diversos géneros. Compagina su carrera cinemátografica con incursiones en el teatro (Un paraguas bajo la lluvia, Un espíritu burlón) y la televisión (Novela).
En 1975 decide apartarse de la interpretación a la que sólo regresará en 1996 tras el fallecimiento de su marido.

## Filmografía
- Un hecho violento (1958) de José María Forqué
- Las chicas de la Cruz Roja (1958) de Rafael J. Salvia
- El día de los enamorados (1959) de Fernando Palacios
- Dos tipos con suerte (1960) de Miguel Morayta
- Todo el año es Navidad (1960) de Román Viñoly Barreto
- La fiel infantería (1960) de Pedro Lazaga
- El coloso de Rodas (1961) de Sergio Leone
- Destino: Barajas (1962) de Ricardo Blasco
- Rogelia (1962) de Rafael Gil
- La hora incógnita (1963) de Mariano Ozores
- La barca sin pescador (1964) de Josep María Forn
- Los Palomos (1964) de Fernando Fernán Gómez
- El señor de la Salle (1964) de Luis César Amadori
- Operación Lady Chaplin (1965) de Alberto de Martino y Sergio Griego
- Miss Muerte (1965) de Jesús Franco
- Cover Girl (1967) de José Benazeraf
- Las secretarias (1968) de Pedro Lazaga
- ¿Por qué pecamos a los cuarenta? (1969) de Pedro Lazaga
- Abuelo Made in Spain (1969) de Pedro Lazaga
- Sin un adiós (1970) de Vicente Escrivá
- Nada menos que todo un hombre (1971) de Rafael Gil
- Mil millones para una rubia (1972) de Pedro Lazaga
- Condenados a vivir (1972) de Joaquín Luis Romero Marchent
- Experiencia prematrimonial (1972) de Pedro Masó
- Mañana en la mañana (1972) de Luis Revenga
- El amor empieza a media noche (1974) de Pedro Lazaga
- La lengua asesina (1996) de Alberto Sciamma
- El secreto (Telenovela española) 2001